# The Boss (Brigantony)
The Boss è il 28° album discografico di Brigantony, pubblicato nel 1995.

## Tracce
1. Dancing with an angel – 3:55
2. Leviti sta manu – 3:56
3. L'opera da fassa – 4:25
4. 'U cavaleri 'o pub – 5:22
5. Me cugnatu – 3:57
6. Bambolina e i neri da siccia – 3:52
7. Prof. Kakamura – 3:52
8. Sta fitennu – 3:45
9. Ciao – 4:11
10. Menu mali – 3:48